# Тенішево
Тені́шево (рос. Тенишево, ерз. Тенишево) — село у складі Краснослободського району Мордовії, Росія. Входить до складу Гуменського сільського поселення.
Населення — 240 осіб (2010; 305 у 2002).
Національний склад (станом на 2002 рік):
- росіяни — 96 %